# Biharcsanálos
Biharcsanálos (románul Cenaloș) falu Romániában, a Partiumban, Bihar megyében.

## Fekvése
Az Érmelléki-hegyek alatt, a Berettyó és a Gyepes-patak mellett, Margittától délnyugatra fekvő település.

## Története
A falut 1395-ben Chalanus néven említette először oklevél.
1461-ben Chalanos, 1692-ben Szinalos, 1808-ban Csanálos, Csenalos, 1913-ban Biharcsanálos néven irták.
Az 1300-as évek elején Csalanos, majd Ó-Csalanos nevet viselt, a Hunyadyak idejében Fehér-Csanálos néven találjuk. A Hunyadyak után a Pályi család lett a birtokosa.
1520-ban az álmosdi Chyre család birtoka volt és ekkor vámszedő hely is volt. Majd a szentjobbi apátságé, később pedig a Frátereké és a Püspökyeké lett.
1910-ben 507 lakosából 129 magyar, 80 szlovák, 297 román volt. Ebből 122 római katolikus, 331 görögkatolikus, 31 református volt.
A trianoni békeszerződés előtt Bihar vármegye Székelyhidi járásához tartozott.
A 2002-es népszámláláskor 323 lakosa közül 228 fő (70,6%) román, 95 fő (29,4%) magyar volt.

## Nevezetességek
- Görögkatolikus temploma 1861-ben épült.

## Ismert emberek
- Itt született 1875. november 18-án Mellau István római katolikus pap, egyházi író.